# Хемменталь
Хемменталь (нем. Hemmental) — район Шаффхаузена, бывшая коммуна кантона Шаффхаузен в Швейцарии.
До 2008 года Хемменталь имел статус отдельной коммуны. 1 января 2009 года вошёл в состав Шаффхаузена.
Население составляет 555 человек (на 31 декабря 2006 года). Официальный код — 2934.